# Llandaff
Llandaff (dal Gallese: llan (chiesa) + Taff) è un distretto a nord di Cardiff, che è stato incorporato nella città nel 1922. L'area contava una popolazione di 8 988 abitanti nel 2001. Nel distretto vi è la sede della Chiesa anglicana in Galles, la cui diocesi copre la maggior parte della popolosa area del Galles del Sud. La maggior parte del distretto è coperto da un parco noto come Campi di Llandaff.

## Società

### Evoluzione demografica
Dal censimento effettuato nel Regno Unito nel 2011 è emerso come nel distretto abitino 8 988 abitanti, di cui 4 227 maschi e 4 761 femmine. La maggior parte della popolazione è di etnia bianca. Il 76% degli abitanti si sono dichiarati cristiani, un 1% hanno dichiarato di essere hindu o musulmani, mentre il 20% hanno dichiarato di essere agnostici. Il 13% della popolazione di Llandaff riesce a parlare e scrivere in gallese, mentre un 78% non ne ha alcuna capacità.
Lo scrittore Roald Dahl, era originario della cittadina.